# Angela Schanelec

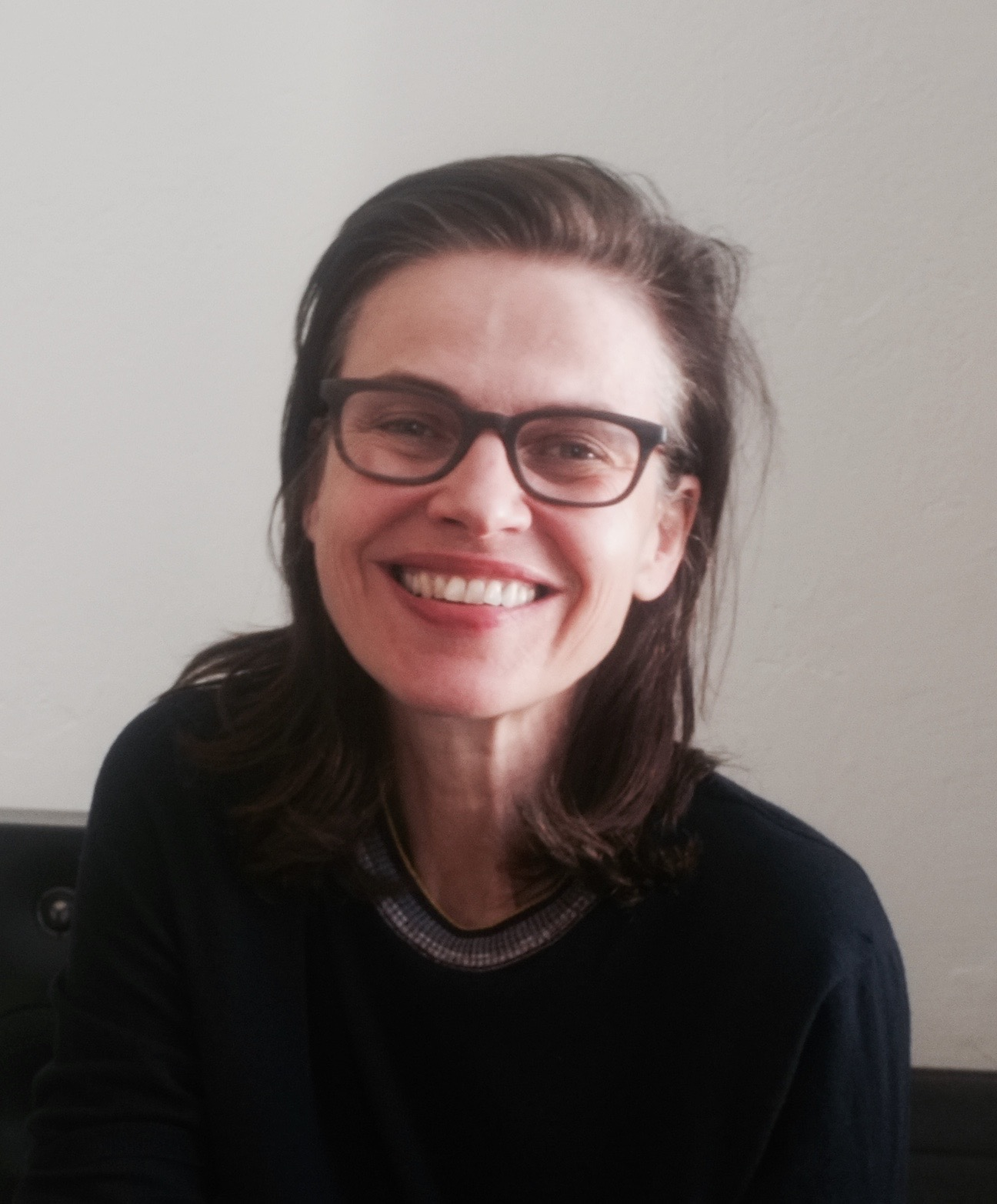
Angela Schanelec (2018)

Angela Schanelec (* 14. Februar 1962 in Aalen) ist eine deutsche Filmregisseurin und Drehbuchautorin, Professorin, Schauspielerin und Übersetzerin. Sie wird zur Berliner Schule gezählt.

## Leben
Angela Schanelec absolvierte von 1982 bis 1984 ein Schauspielstudium an der Hochschule für Darstellende Kunst in Frankfurt am Main. Nach dem Studium arbeitete sie bis 1991 als Theaterschauspielerin und erhielt Engagements am Schauspiel Köln, am Thalia Theater in Hamburg, an der Schaubühne am Lehniner Platz in Berlin (wo sie u. a. in der Regie von Jürgen Gosch mit dem Schauspieler Ulrich Wesselmann in dem Zweipersonenstück Trio in Es-Dur von Éric Rohmer auftrat) sowie am Schauspielhaus Bochum.
1990 begann sie ein Filmregiestudium an der Deutschen Film- und Fernsehakademie Berlin, das sie 1995 mit dem Diplom abschloss. Seitdem ist sie als freie Filmregisseurin tätig. Für ihren Film Marseille wurde sie 2005 von der deutschen Filmkritik mit dem Preis des besten Drehbuchs ausgezeichnet. Zum Episodenfilm Deutschland 09 steuerte sie das Kapitel Erster Tag bei. Ihr Spielfilm Orly wurde im Rahmen des Forums der Internationalen Filmfestspiele Berlin 2010 aufgeführt. Der Film erhielt im gleichen Jahr den Filmkunstpreis des Festival des deutschen Films in Ludwigshafen/Rhein. Bei der Verleihung des Marburger Kamerapreises an „ihren“ Kameramann Reinhold Vorschneider hielt sie im März 2013 die Laudatio.
Angela Schanelec wurde 2012 als Professorin für narrativen Film an die Hochschule für bildende Künste Hamburg berufen.
Im Februar 2018 wurde sie mit dem Preis der deutschen Filmkritik 2017 in der Kategorie Bester Schnitt für Der traumhafte Weg ausgezeichnet.

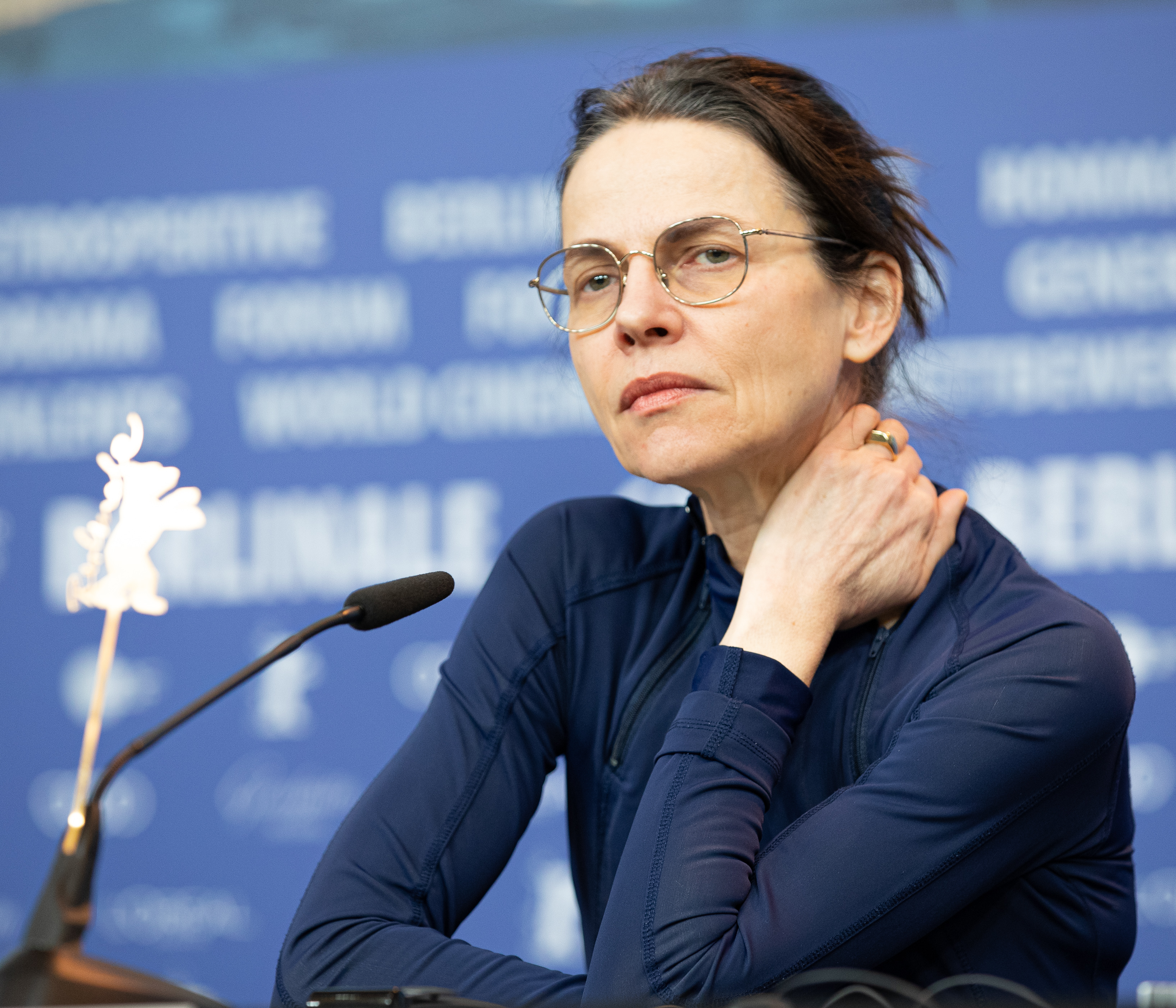
Schanelec auf der Berlinale 2019

2019 erhielt Schanelec für das Familiendrama Ich war zuhause, aber… eine Einladung in den Wettbewerb der 69. Berlinale, wo sie erstmals mit einem Film um den Goldenen Bären konkurrierte und den Regiepreis gewann. Vier Jahre später erhielt sie für den am Ödipus-Mythos angelehnten Spielfilm Music eine weitere Einladung in den Berlinale-Wettbewerb. Angela Schanelec wurde für ihren Film mit einem Silbernen Bären für das beste Drehbuch ausgezeichnet.
Schanelec war die letzte Partnerin von Jürgen Gosch und hat mit ihm zwei Kinder.

## Filmografie
- 1991: Schöne gelbe Farbe, Kurz-Spielfilm, 5 min
- 1991: Weit entfernt, Kurz-Spielfilm, 9 min
- 1992: Über das Entgegenkommen, Kurz-Spielfilm
- 1992: Prag, März 1992, Kurz-Dokumentarfilm, 14 min
- 1994: Ich bin den Sommer über in Berlin geblieben, Spielfilm, 49 min
- 1995: Das Glück meiner Schwester, 81 min; Buch, Regie, Schnitt und Darstellerin der Isabel
- 1997: Daily Chicken, 90 min, Spielfilm von Lilly Grote mit Angela Schanelec als Darstellerin
- 1998: Plätze in Städten, 117 min
- 1999: Dealer, Film von Thomas Arslan mit Angela Schanelec in der Rolle der Eva
- 2001: Mein langsames Leben, 81 min
- 2004: Marseille, 91 min
- 2007: Nachmittag, 95 min
- 2009: im Episodenfilm Deutschland 09 die Episode Erster Tag
- 2010: Orly, 80 min
- 2014: Ponts de Sarajevo, Episodenfilm u. a. zusammen mit Jean-Luc Godard
- 2015: Take What You Can Carry, 30 min, Kurzfilm von Matthew Porterfield mit Angela Schanelec in der Rolle der Angela
- 2016: Der traumhafte Weg, 87 min[3]
- 2019: Ich war zuhause, aber…, 105 min
- 2023: Music, 108 min

- 2024: Thomas le Fort, Spielfilm, Regie, Drehbuch[4]

## Veröffentlichungen
- Schanelec/Gosch: Shakespeare Stücke. Verlag der Autoren, Frankfurt am Main 2016, ISBN 978-3-88661-376-2.

## Hörspiele
- 1990: Paul Hengge: Ein Pflichtmandat – Regie: Robert Matejka (Hörspiel – RIAS Berlin)
- 1995: Adolf Schröder: Der Trompetenspieler – Regie: Jörg Jannings (Hörspiel – MDR)